# Szén-diszulfid
A szén-diszulfid (vagy más néven szénkéneg) a szén-dioxid kénanalóg vegyülete. Erősen mérgező, illékony folyadék.  Apoláris molekulákat alkot, emiatt vízben nem oldódik (oldhatósága 0,1 g/100 ml). Korlátlanul elegyedik viszont alkohollal, éterrel és kloroformmal. Sok szerves vegyület, apoláris molekulák (például zsírok, olajok, gyanták, kaucsuk, jód, foszfor, kén) jó oldószere. Teljesen tiszta állapotban kellemes, éterre emlékeztető szagú vegyület. A közönséges szén-diszulfid kellemetlen (a rothadt retekére emlékeztető) szagú, mert fény hatására bűzös vegyületekké bomlik. Fénytörése nagy.

## Kémiai tulajdonságai
Könnyen bomlik, ami azzal magyarázható, hogy benne a kén -2-es oxidációs számú, ami nem túl stabilis oxidációs állapot. 
Gyúlékony vegyület, már parázsló gyújtópálcától is meggyulladhat. Világoskék lánggal ég, égésekor szén-dioxid és kén-dioxid keletkezik. A szén-diszulfid-levegő elegy már szikra hatására is belobbanhat.
{\displaystyle \mathrm {CS_{2}+3\ O_{2}\rightarrow CO_{2}+2\ SO_{2}} }
A szén-diszulfid anhidrotiosav, tiobázisokkal tiokarbonátokká alakul.
{\displaystyle \mathrm {CS_{2}+Na_{2}S\rightarrow Na_{2}CS_{3}} }
Reakcióba lép alkoholos hidroxilcsoportokat tartalmazó szerves vegyületekkel, így például a nátrium-cellulózzal alkotott, sűrű kolloid oldata a viszkóz.

## Élettani hatása
A szén-diszulfid erős méreg, főként a központi idegrendszerre hat. Gőzeinek ismételt belégzésekor először mámoros hangulatot, indokolatlan jókedvet okoz, majd dührohamokat kap a mérgezett. Fülzúgást, kettős látást, éjszakai álmatlanságot, szédülést, fejfájást, ingerlékenységet okozhat.

## Előállítása
Előállítása történhet elemeiből, vagy metánból és kénből.
{\displaystyle \mathrm {C+2\ S\rightarrow CS_{2}} }
{\displaystyle \mathrm {CH_{4}+4\ S\rightarrow CS_{2}+2\ H_{2}S} }
Elemeiből úgy állítják elő, hogy kéngőzöket izzó faszénen vezetnek át. A távozó gőzöket víz alá vezetik. A szennyezéseket klórmész és ólomsók jelenlétében végzett desztillációval távolítják el. A szennyező anyagok eltávolíthatók higany(II)-klorid 1%-os oldatával összerázva is, ekkor a kellemetlen szagú kéntartalmú vegyületek higany(II)-szulfiddá (HgS) alakulnak.

## Felhasználása
Mivel jó oldószer, a felhasználása is ezen tulajdonságon alapszik. Oldja a ként, a foszfort, a kámfort, a kaucsukot. Az iparban zsírok, olajok, gyanták kivonására alkalmazzák. A műselyemgyártásban nagy mennyiségben használják viszkóz előállítására. Használható a kaucsuk vulkanizálására, valamint a növények kiültetése (palántázása) előtt a különösen értékesebb, finomabb terményeknél a drótféreg (Agriotes spp.) irtására és az ürgék ellen is. A filoxéra megelőzésére helyenként még ma is alkalmazzák.